# Nexus cyrtoidopsis
Nexus cyrtoidopsis är en tvåvingeart som beskrevs av Hall och Neal L. Evenhuis 1987. Nexus cyrtoidopsis ingår i släktet Nexus och familjen svävflugor.
Artens utbredningsområde är Arizona. Inga underarter finns listade i Catalogue of Life.